# Marco André Rocha Pereira
Marco André Rocha Pereira, noto semplicemente come Marco Pereira (Castelo de Paiva, 1º dicembre 1987), è un calciatore portoghese, portiere del Sanjoanense.

## Carriera
È cresciuto nel settore giovanile del Boavista.
Ha esordito fra i professionisti il 10 dicembre 2006 disputando con il Trofense l'incontro di Segunda Liga pareggiato 1-1 contro l'Olhanense.

## Palmarès

### Club

#### Competizioni nazionali
- Liga Portugal 2: 2

Trofense: 2007-2008
Santa Clara: 2023-2024